# Comuna Nedilîșce, Iemilciîne
Nedilîșce (în ucraineană Неділищенська сільська рада) este o comună în raionul Iemilciîne, regiunea Jîtomîr, Ucraina, formată din satele Bastova Rudnea, Nedilîșce (reședința) și Șevcenkove.

## Demografie
Componența lingvistică a comunei Nedilîșce
     Ucraineană (98,68%)
     Rusă (1,17%)
Conform recensământului din 2001, majoritatea populației comunei Nedilîșce era vorbitoare de ucraineană (98,68%), existând în minoritate și vorbitori de rusă (1,17%).